# Hilaira glacialis
Hilaira glacialis – gatunek pająka z rodziny osnuwikowatych, zamieszkujący północną Palearktykę.

## Opis
Długość ciała samic dochodzi do 3,5 mm. 

## Występowanie
Gatunek arktyczny. Występuje w północnej Rosji oraz na Svalbardzie, Jan Mayen i Nowej Ziemi.